# Georgetown Hoyas

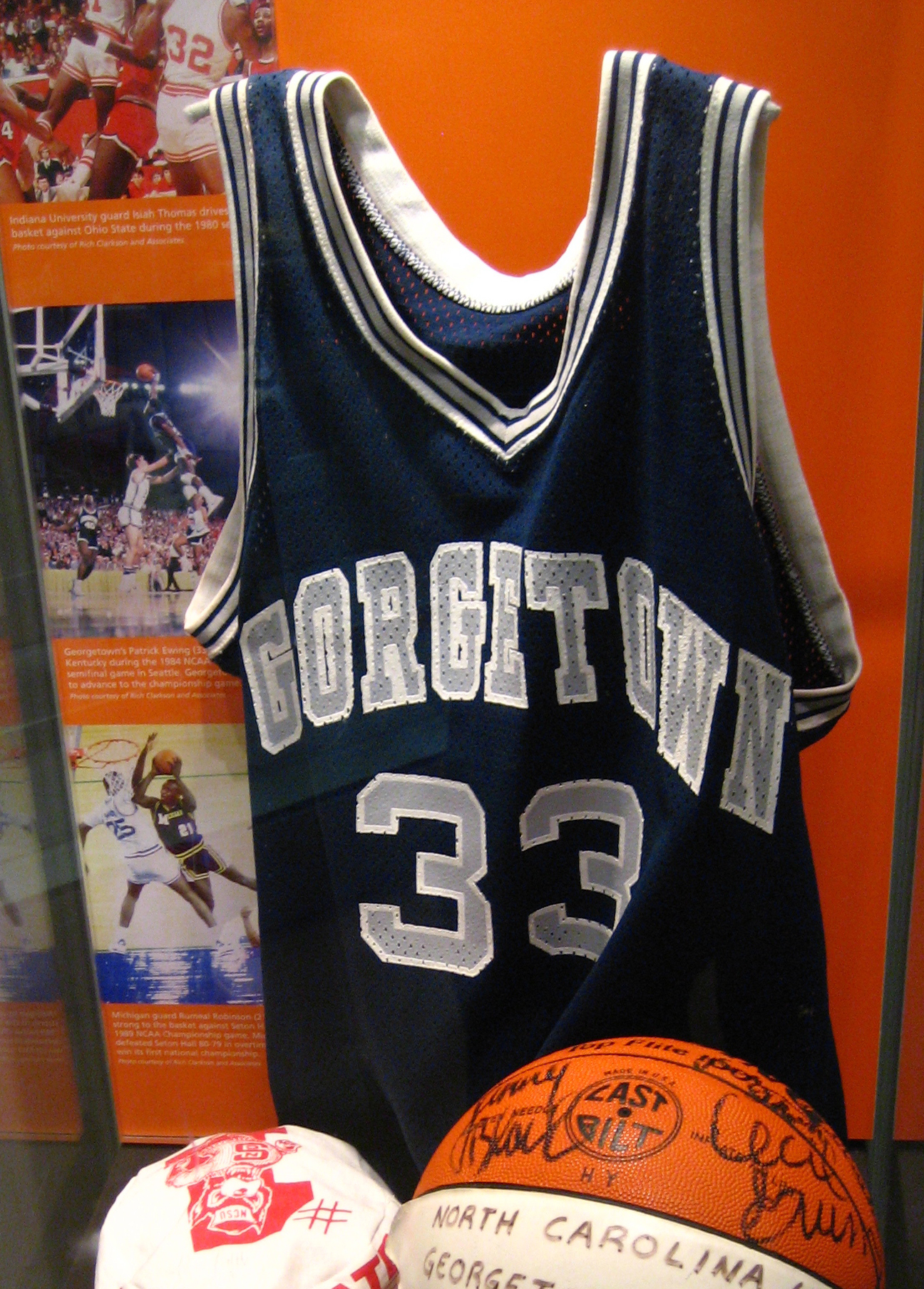
La camiseta de Pat Ewing en el Basketball Hall of Fame.

Georgetown Hoyas (Hoyas de Georgetown) es el nombre que reciben los equipos deportivos de la Universidad de Georgetown, dirigida por la Compañía de Jesús (Jesuitas) y situada en Washington D. C. en los Estados Unidos de América. 
Los equipos de los Hoyas compiten en la División I de la NCAA, y forman parte de la Big East Conference desde el año de su fundación, en 1979, excepto el de fútbol americano, que pertenece a la Patriot League, y el de remo, que pertenece a la Eastern Association of Rowing Colleges. En Vela, deporte que no se practica en la NCAA, compite en la ICSA, en la conferencia Middle Atlantic Intercollegiate Sailing Association. En total son 23 los equipos oficiales, 11 masculinos y 12 femeninos. 

## Historia
Las actividades deportivas se remontan al año 1860, cuando surgió el primer equipo de béisbol. El deporte más popular es el baloncesto masculino, gracias a su título nacional logrado en 1984, y a que por él han pasado jugadores que posteriormente fueron grandes estrellas de la NBA, como Pat Ewing, Allen Iverson o Alonzo Mourning.

## Equipos
Los Hoyas tienen 23 equipos oficiales:
| - Masculino - Baloncesto - Fútbol - Golf - Lacrosse - Natación y saltos - Tenis - Cross y Atletismo - Remo - Vela - Béisbol - Fútbol Americano | - Femenino - Baloncesto - Fútbol - Golf - Lacrosse - Natación y saltos - Tenis - Cross y Atletismo - Remo - Vela - Sófbol - Voleibol - Hockey sobre hierba |

## Baloncesto masculino

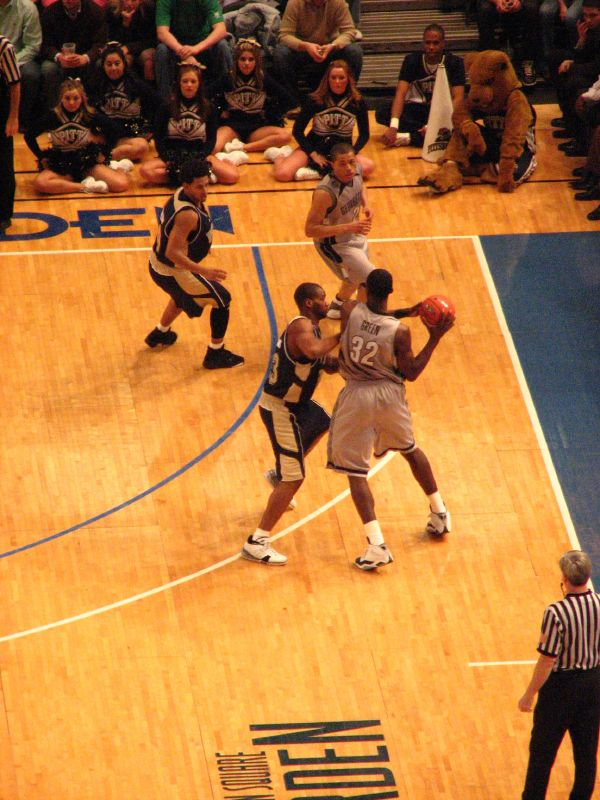
Jeff Green intenta el pase en un partido de los Hoyas contra Pittsburgh en 2007.

El equipo masculino de Georgetown jugó el primer partido de su historia el 9 de febrero de 1907 contra la Universidad de Virginia, a la que derrotaron por 22-11. En sus primeros 60 años de existencia, tan solo tuvo algunos éxitos esporádicos, apareciendo en todo ese tiempo únicamente una vez en la Final Four de la NCAA, en 1943.
Hasta que fue inaugurado el McDonough Gymnasium en 1950, los Hoyas cambiaron de pabellón continuamente, disputando sus partidos en McKinley Tech High School, Ryan Gymnasium, Uline Arena y la National Guard Armory. Desde el año 1997 disputan sus partidos en el Verizon Center, un pabellón con capacidad para más de 20.000 personas.
En 1942 se produjo la llegada de los primeros jugadores de los Hoyas al profesionalismo. Buddy O'Grady, Al Lujack, y Dino Martin fueron los pioneros, que iniciaron una lista que se ha incrementado con el tiempo hasta los 31 jugadores, siendo el último en incorporarse a la NBA el alero de Seattle Supersonics Jeff Green. Al año siguiente lograron por primera vez clasificarse para disputar la final del título universitario, perdiendo ante Wyoming por 34-46. Tras el parón provocado por la Segunda Guerra Mundial, el equipo de los Hoyas prácticamente desapareció de la lucha por el título, con tan solo dos apariciones en la Fase Final de la NCAA en las tres siguientes décadas, en la temporada 1952-53 y la 1969-70. De entre los jugadores más destacados de esa época están Tom O'Keefe, el primer jugador en alcanzar los 1000 puntos en su carrera, y Paul Tagliabue, que acabó como segundo máximo reboteador en 1962.

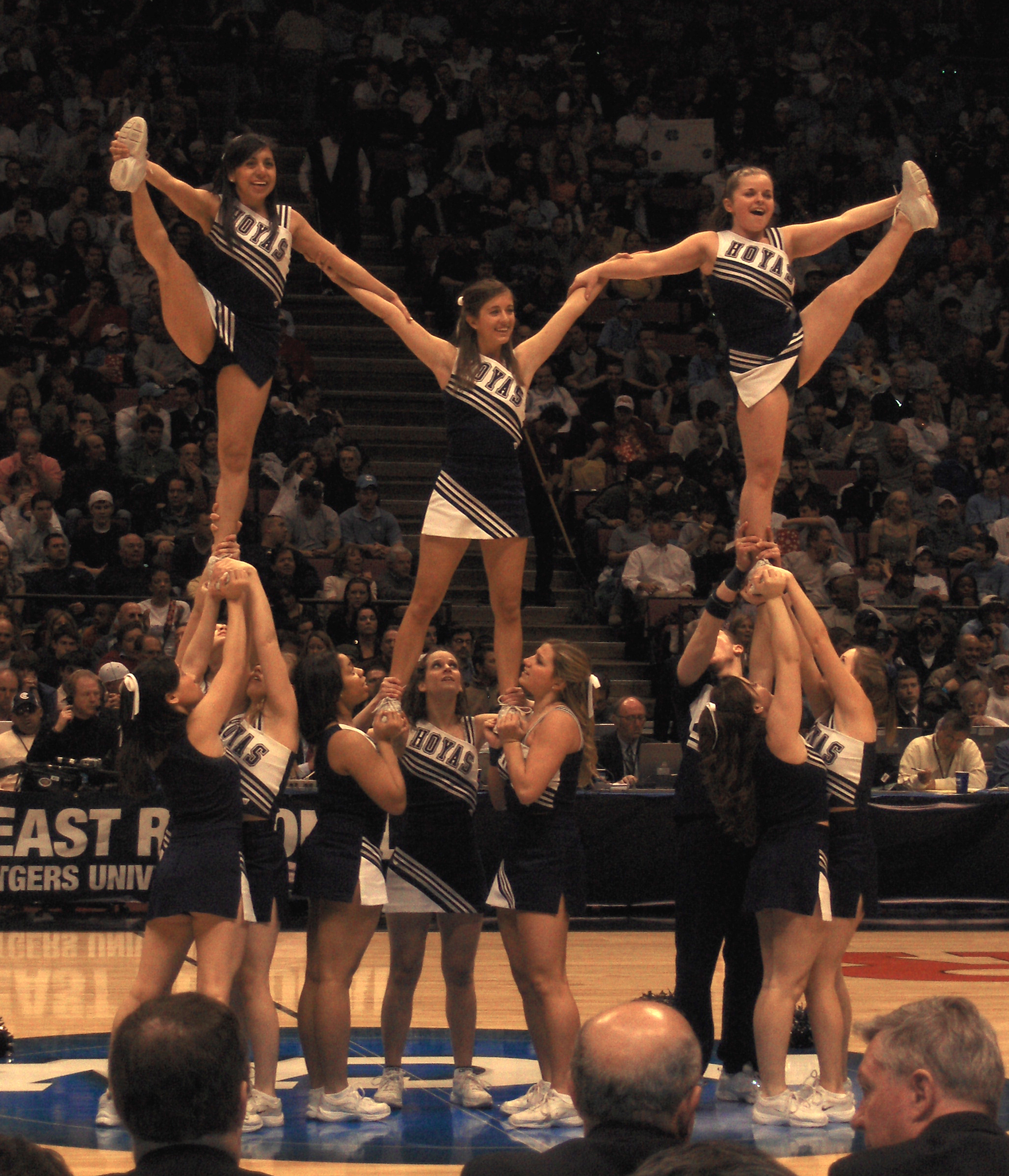
Las cheerleaders de los Hoyas, en un partido de baloncesto.

Fue a partir de la temporada 1979-80 cuando comienzan los éxitos para el equipo, justo el año en el que se crea la Big East Conference, y Georgetown pasa a formar parte de la misma. A partir de ese momento, y con la dirección en el banquillo de John Thompson, las apariciones en las fases finales de la NCAA se suceden, llegando en 1982 a disputar la final, cayendo ante North Carolina por un único punto, 63-62, en un partido que ganaban a falta de 15 segundos para el final, pero que una canasta de Michael Jordan y una posterior pérdida de balón dieron el triunfo a los Tar Heels.
En 1984 se logra una buena campaña de los Hoyas. Tras ganar en semifinales a la Universidad de Kentucky, se enfrentaron en la final a la Universidad de Houston. Liderados por Patrick Ewing y Reggie Williams, lograron la victoria por 84-75, ante unos Cougars que tenían como principal baza el jugador de origen nigeriano Akeem Olajuwon. Llegó a ser el primer equipo del Este en ganar el título desde 1954 y la segunda universidad católica en hacerlo desde 1963. Al año siguiente llegaron de nuevo a la final, donde se vieron sorprendidos por Villanova, que consiguió un espectacular porcentaje de tiro del 78,6%, incluido un 90% en la segunda mitad (9 de 10 aciertos), que le dieron el título.
Una vez que Pat Ewing dejó el equipo para dar el salto a la NBA, el equipo siguió manteniéndose en la élite, clasificándose casi cada temporada para la fase final, pero sin llegar a los éxitos de los años 80. Desde entonces, ha sido en dos ocasiones finalista del NIT, en 1993 y 2003, y más recientemente volvió a alcanzar la Final Four en 2007, cayendo ante Ohio State en semifinales.
Además de los mencionados, otros grandes jugadores que posteriormente han triunfado en el ámbito profesional han formado parte de los Hoyas, como Allen Iverson, Sleepy Floyd, Alonzo Mourning o Dikembe Mutombo.

### Estadísticas
| Jugador            | Temporadas | Puntos | PCT. |
| ------------------ | ---------- | ------ | ---- |
| Sleepy Floyd       | 1978-1982  | 2.304  | 17,7 |
| Patrick Ewing      | 1981-1985  | 2.184  | 15,3 |
| Reggie Williams    | 1983-1987  | 2.117  | 15,3 |
| Alonzo Mourning    | 1988-1992  | 2.001  | 16,7 |
| Othella Harrington | 1992-1996  | 1.839  | 13,9 |

| Jugador            | Temporadas | Reb.  | PCT. |
| ------------------ | ---------- | ----- | ---- |
| Patrick Ewing      | 1981-1985  | 1.316 | 9,2  |
| Merlin Wilson      | 1972-1976  | 1.230 | 11,4 |
| Alonzo Mourning    | 1988-1992  | 1.032 | 8,6  |
| Othella Harrington | 1992-1996  | 983   | 7,4  |
| Mike Sweetney      | 2000-2003  | 887   | 9,2  |

| Jugador         | Temporadas | Asist. | PCT. |
| --------------- | ---------- | ------ | ---- |
| Kevin Braswell  | 1998-2002  | 695    | 5,4  |
| Joey Brown      | 1990-1994  | 677    | 5,4  |
| Michael Jackson | 1982-1986  | 671    | 5,1  |
| John Duren      | 1976-1980  | 583    | 4,9  |
| Dwayne Bryant   | 1986-1990  | 527    | 4,0  |

## Remo

Los colores de Georgetown, azul y gris.

El remo tiene una larga tradición el Georgetown. De hecho, los actuales colores representativos de la universidad, el azul y el gris, tienen su origen en la fundación del Club de Remo en 1976, cuando un comité estimó que 

El azul y el gris son los colores apropiados para el Club, ya que expresan el sentimiento de unidad entre los chicos del Norte y del Sur del país que hay en la universidad.

Los colores fueron incluidos en un estandarte, blasonado con la expresión latina Ocior Euro o la inglesa Swifter Than the Wind (más rápidos que el viento). Desde sus primeros años, sus grandes rivales en la competición fueron las universidades de Yale, Dartmouth, Harvard, Penn, Cornell y Wisconsin.
Hoy en día, dirigidos por Tony Johnson, Georgetown compite en la más importante competición de remo a nivel universitario, la Eastern Association of Rowing Colleges. al equipo original masculino se añadió en 1963 el equipo masculino de peso ligero, en 1975 el equipo femenino y en 1996 el femenino ligero. Los cuatro equipos han cosechado importantes éxitos en los años recientes, incluidas las participaciones en la prestigiosa Henley Royal Regatta que se celebra en el río Támesis tras acabar segundos en el campeonato nacional el equipo ligero masculino en 2004, y el femenino en 2006.
Muchos remeros de Georgetown han representado a los Estados Unidos a nivel internacional y en los Juegos Olímpicos. Un nuevo embarcadero está previsto que se construya en un futuro no muy lejano.

## Vela
En 2006 ganaron el Trofeo Leonard M. Fowle.

## Fútbol americano

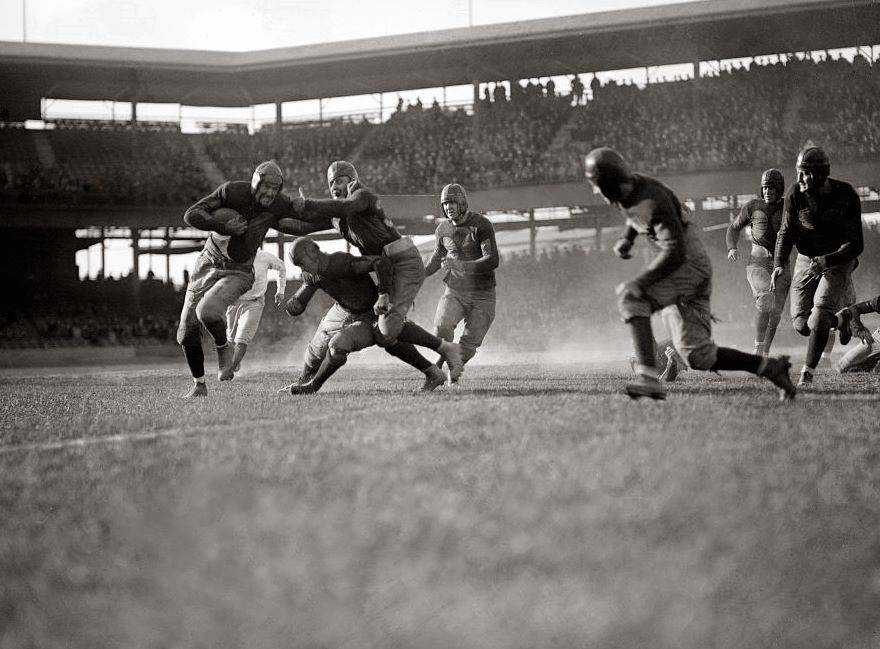
Foto de un encuentro entre Georgetown vs. los Marines de los Estados Unidos en 1923.

El fútbol americano es, después del béisbol, el deporte que antes comenzó a disputarse en Georgetown. El 1 de noviembre de 1874 un grupo de estudiantes formó la denominada Georgetown University Football Association, siguiendo los pasos de las universidades de Princeton y Rutgers. El problema era que en esos años no había muchos equipos formados con los que competir. El primer partido del que se tiene constancia lo disputó en 1887 ante el Instituto Emerson, que acabó con victoria por 46-6. Ese mismo año disputó otros dos partidos, perdiendo ante Alexandria High School y ganando a Washington High School.
En 1894 el equipo fue retirado por la administración de la universidad, tras la muerte en un choque durante un partido del capitán del equipo, George "Shorty" Behan. Cinco años más tarde, en 1899 el equipo regresó, teniendo una gran repercusión en los primeros años del siglo XX.
En los años 40, Georgetown tenía uno de los mejores equipos de fútbol americano universitario de los Estados Unidos. Sin embargo, al considerarlo como muy caro, decidió no realizar inversiones de mejora en el mismo como hicieron otros colegios católicos, como Notre Dame, para mantener el nivel alcanzado. En 1941 jugaron el Orange Bowl ante la Universidad Estatal de Misisipi, perdiendo por 14-7. No fue hasta 1950 cuando repitieron aparición en un bowl game, el Sun Bowl ante Texas Western, la actual Universidad de Texas - El Paso, perdiendo de nuevo, esta vez por 33-20.
Tras la temporada 1950-1951, en la que acabaron con un balance de 2 victorias y 7 derrotas, algunas tan dolorosas para el equipo como contra Penn State, Miami o Maryland, la universidad decidió retirarlo de las competiciones. El 22 de marzo de 1951 lo hacía oficial el presidente de la Universidad, Hunter Guthrie, S.J. En 1964 los estudiantes lograron revivir el equipo, aunque no participó en competición oficial hasta 1978, cuando fueron incluidos en la División III de la NCAA, en la cual estaban las pequeñas universidades sin becas deportivas. Entre 1970 y 1992 lograron un balance de 98 victorias, 94 derrotas y 2 empates, pero sin lograr clasificarse para luchar por el título. A principios de los años 90 había 25 universidades compitiendo en División I en el resto de deportes y en División III en fútbol americano, situación indeseada por la NCAA, que decidió que estas no podían competir en categorías diferentes, por lo que Georgetown fue incluida en la División I de la NCAA, compitiendo desde entonces en la Patriot League, jugando continuamente en contra de equipos de la Ivy League.

## Béisbol

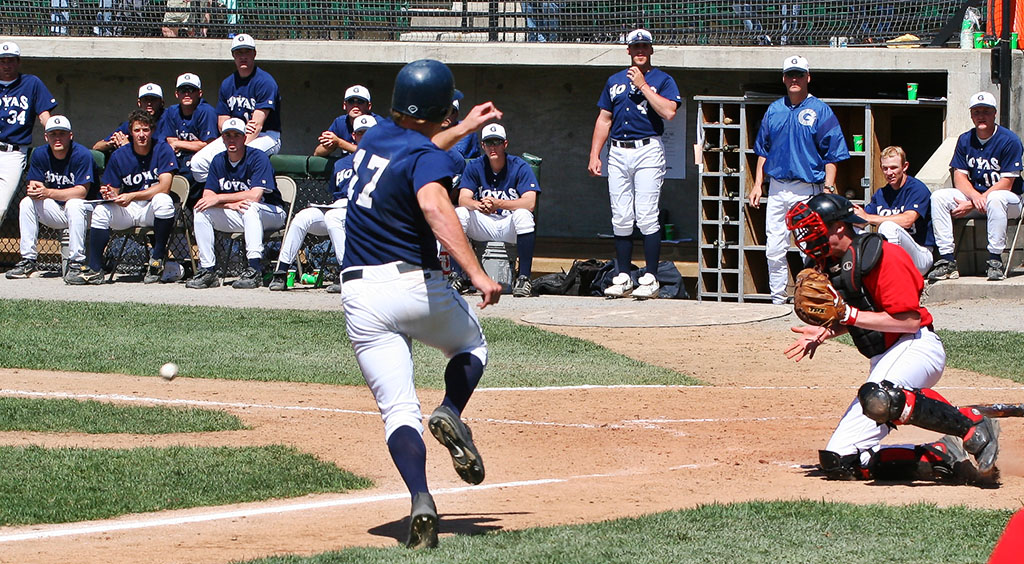
Partido de béisbol de los Hoyas.

El béisbol es el deporte más veterano de la universidad, ya que se practica desde el año 1860, aunque no empezó a competir hasta 1866. Desde entonces han sido 32 los jugadores de Georgetown que han conseguido jugar en las Ligas Mayores de Béisbol. El primero de ellos fue Buttermilk Tommy Dowd, que en 1891 fichó por los Boston Reds, y que permaneció 10 temporadas en las Grandes Ligas. El último en hacerlo fue el pitcher Sean Maloney, que jugó la temporada 1997-1998.
La presencia de los equipos de Georgetown en las ligas universitarias fue intermitente en los primeros años, ya que después del año de su debut, 1866, no volvieron a jugar hasta 1870, habiendo entonces un parón de 4 años para jugar dos temporadas más, en 1874 y 1975. En 1877 definitivamente se asentó el equipo, no dejando de competir hasta 1943, fecha en la que se interrumpió la competición a causa de la Segunda Guerra Mundial. Ya desde 1946 hasta la fecha el equipo de los Hoyas se ha mantenido en la competición.

## Lacrosse femenino
Entre las secciones femeninas de los Hoyas, la que más alegrías ha dado a sus aficionados en los últimos años es la de lacrosse. entre 2001 y 2006 ganaron 6 títulos de la Big East consecutivos, y en 2001 y 2002 llegaron a la final de la NCAA, cayendo derrotadas por Maryland en la prórroga y por Princeton respectivamente.

## Instalaciones deportivas

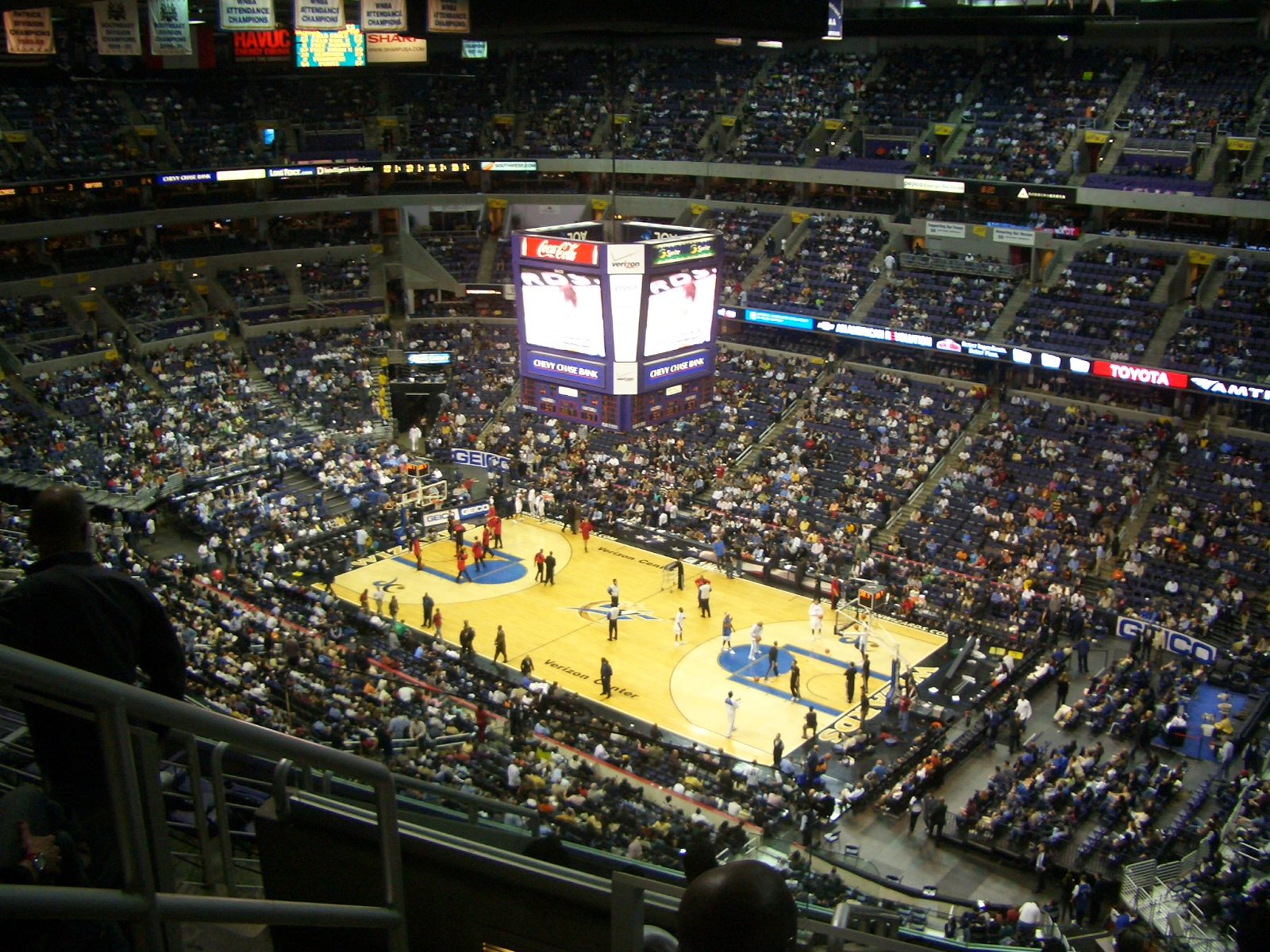
Interior del Verizon Center, donde juega el equipo de baloncesto.

- Verizon Center. Es el pabellón donde disputan sus partidos el equipo de baloncesto desde el año 1997. Tiene una capacidad para 20.600 espectadores, y lo comparte con los equipos profesionales de Washington Wizards (NBA), Washington Capitals (NHL) y Washington Mystics (WNBA).[3]
- McDonough Gymnasium. Es un pabellón para 2500 espectadores donde juega el equipo femenino de baloncesto, alguno durante la temporada el masculino, además de los equipos de voleibol. Fue inaugurado en 1952.[27]
- Multi-Sport Field. Es el estadio donde disputan sus partidos los equipos de fútbol americano, fútbol y lacrosse. tiene una capacidad para 2500 espectadores.[28]
- Kehoe Field. Es donde juega el equipo femenino de hockey sobre hierba. fue construido en 1942, y tiene una capacidad para 1.200 personas sentadas.[29]
- Shirley Povich Field. Desde el año 2000 es el estadio donde disputa sus partidos el equipo de béisbol. Tiene una capacidad para 1.500 espectadores, y se encuentra en la localidad de Rockville, en el estado de Maryland.[30]

## Tradiciones

### Apodo

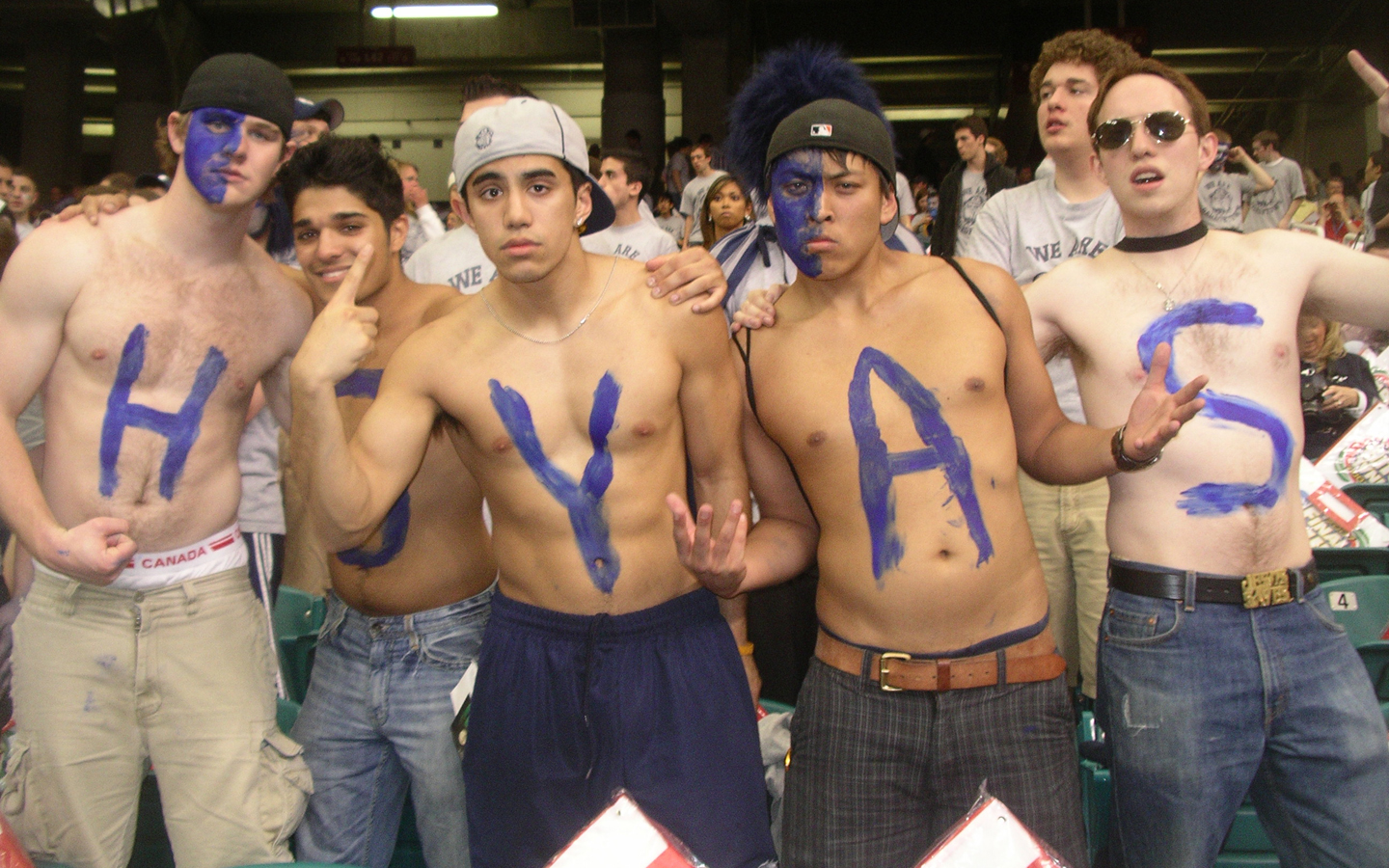
Seguidores de los Hoyas durante un partido.

La universidad admite desconocer el origen preciso del término Hoya. La historia oficial cuenta que, en algún momento antes de 1920, estudiantes versados en lenguas clásicas unieron el término griego hoia o hoya, que significa qué o vaya al término latino saxa, que significa roca, formando el grito Hoya Saxa!, queriendo significar "Vaya rocas!" (en inglés, "What Rocks!"). El apodo que recibían los equipos hasta ese momento era el de Stonewalls, muros de piedra, o de roca, en español, que según quien cuente la historia, podía referirse bien a la dura defensa del equipo de fútbol americano o bien al muro de piedra que rodeaba el campus de la universidad.
En 1920, los estudiantes comenzaron a publicar de forma regular un periódico con el nombre de The Hoya, atendiendo a las peticiones del Decano de la Universidad, el Reverendo Coleman Nevils, de cambiar el nombre de la antigua publicación denominada The Hilltopper. A partir del otoño de 1928, el periódico ya se refería a los equipos deportivos como los Hoyas. Influyó el hecho de un espectáculo que se ofrecía en los descansos de los partidos, donde actuaba la mascota de la universidad, en aquel momento un perro llamado Hoya.
Los seguidores del resto de equipos de la Big East Conference, cuyos apodos eran nombres mucho más concretos, usaron durante tiempo la expresión ¿Qué es un Hoya? para burlarse de los componentes de Georgetown. En concreto, los estudiantes de la Universidad de Marquette, cuyo grito de guerra era el de Ring out, Ahoya! (en español, anillos fuera, Ahoya!), cuando se enfrentaban al equipo de baloncesto de Georgetown, lo cambiaban, haciendo un juego de palabras, por el de Wring out a Hoya! (retorced a un Hoya!).

### Mascota

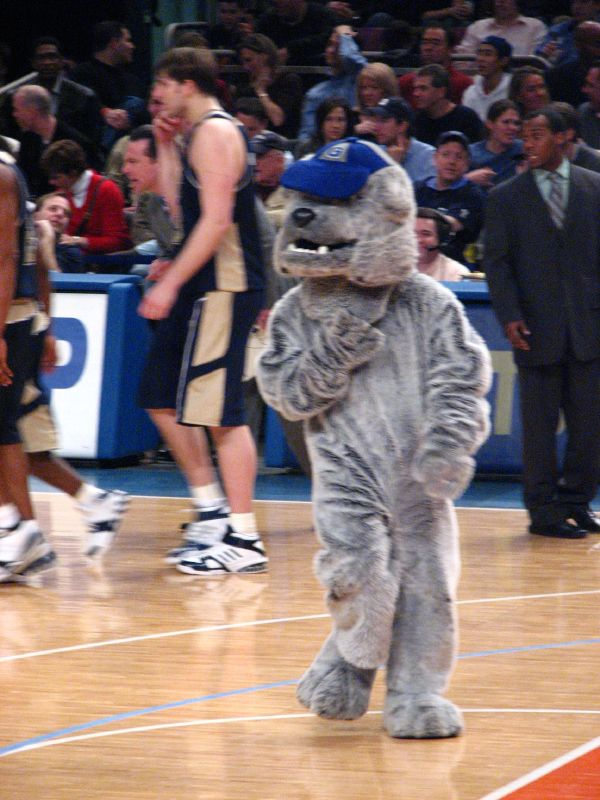
Jack el Bulldog, la mascota de los Hoyas.

A pesar de que el apodo de la universidad es el de Hoyas, la mascota nada tiene que ver con el nombre, y es conocida como Jack el Bulldog. Entre las primeras mascotas del centro se encontraba Stubby, un Boston terrier que fue uno de los perros más famosos de su generación. Stubby fue encontrado por un soldado en el estadio Yale Bowl, y se lo llevó a luchar a las trincheras en Francia en la Primera Guerra Mundial. El perro fue ascendido a Sargento por sus acciones en combate y condecorado con una medalla especial por el General John J. Pershing en una ceremonia al término del conflicto. Su dueño se matriculó en la Facultad de Derecho de la Universidad de Georgetown y Stubby llegó a ser parte del espectáculo del descanso de los partidos del equipo de fútbol americano.
Desde ese momento, Georgetown tuvo un perro vivo como mascota hasta el año 1951, cuando la universidad se unió a un creciente movimiento entre las escuelas privadas para suspender el programa de fútbol americano al considerarlo poco académico. El perro como símbolo sobrevivió, y esporádicamente los aficionados llevaban cachorros de bulldogs a los partidos. En 1962 el centro adoptó como logo el dibujo de un bulldog llamado Jack, que llevaba una gorra gris y azul. En 1979 la universidad comenzó a utilizar esos colores en los uniformes deportivos.
Finalmente, en 1999, el reverendo Scott Pilarz revivió la tradición de tener un perro vivo como mascota, pero en 2003 fue nombrado Presidente de la Universidad de Scranton, llevándose a Jack con él. La universidad rápidamente adquirió un nuevo bulldog, encomendando a otro jesuita, el reverendo Christopher Steck, su custodia.

### Himno de batalla
El himno de batalla de Georgetown, titulado There Goes Old Georgetown (Ahí va el viejo Georgetown), es uno de los más originales entre todos las de la NCAA, donde cada universidad tiene el suyo propio, ya que en el mismo menciona a seis colleges rivales, mofándose de sus respectivas canciones. Las universidades mencionadas son Yale, Harvard, Princeton, Holy Cross, Navy y Cornell, todas ellas adversarias de los Hoyas a mediados del siglo XX. En el 2008, únicamente se enfrentan con asiduidad contra Cornell y contra Holy Cross en fútbol americano, y la mayoría de las universidades ya no usan los himnos de los cuales se mofan en Georgetown.